# Маріка двосмуга
Ма́ріка двосмуга (Cinnyris ludovicensis) — вид горобцеподібних птахів родини нектаркових (Nectariniidae). Ендемік Анголи.

## Опис
У дорослих самців голова, горло, верхня частина грудей і спина зелені, металево-блискучі з золотистим відблиском. Верхні покривні пера хвоста сині, металево-блискучі, хвіст чорний з синім відблиском. Нижня частина грудей червона, відділена від зеленої верхньої частини вузькою синьою смугою. Решта нижньої частини тіла темно-оливкова. На плечах жовті плямки. Дзьоб довгий, вигнутий. Очі темно-карі, дзьоб і лапи чорні. У дорослої самиці верхня частина тіла темно-сіро-коричнева, хвіст чорнувато-коричневий. Підборіддя і "брови" сірувато-охристі, нижня частина тіла бурувато-сіра, нижня частина грудей і живіт жовтуваті.

## Поширення і екологія
Двосмугі маріки є ендеміками Анголи. Вони живуть у вологих гірських тропічних лісах. Зустрічаються на висоті понад 1800 м над рівнем моря. Живляться нектаром, комахами і павуками.